# Марна
Марна (фр. La Marne, лат. Matrona) је река у Француској, десна притока Сене чије се ушће налази у области источно и југоисточно од Париза. Ток ове реке дуг је 525 km, а површина слива је 12.920 km². 

### Департмани и градови
Марна протиче кроз више француских депармана од којих неки носе њено име. Ово су департмани и важнији градови кроз које протиче Марна: 
- Горња Марна: Сен Дизије
- Марна: Епернеј
- Ен
- Сена и Марна: Мо
- Сена Сен Дени: Неји на Марни
- Долина Марне: Ножан на Марни, Кретеј

## Историја
Током Првог светског рата на овој реци су се одиграле две битке између савезничких и немачких снага. Прва битка одиграла се 1914. године а друга пред сам крај рата 1918. године. 